# AMC Networks
AMC Networks Inc. este o companie americană de divertisment cu sediul în 11 Penn Plaza, New York.
AMC Networks deține și operează canalul de cablu eponim și frații săi IFC, We TV și Sundance TV; cinematograful de artă IFC Center din New York City; companiile independente de film IFC Films și RLJE Films; licențiatorul de anime Sentai Filmworks; serviciile de streaming cu abonament premium AMC+, IFC Films Unlimited, Acorn TV, Allblk, Shudder, Sundance Now și Hidive; și un interes minoritar în importantul studio de producție canadian Shaftesbury Films.
Compania operează în Europa și America Latină prin divizia sa internațională AMC Networks International. Prin asociații cu BBC Studios, compania administrează canalele prin cablu BBC America și BBC World News din SUA. Datorită acestei relații, AMC Networks deține, în plus, o cotă minoritară în operațiunile din SUA ale serviciului de streaming TV britanic BritBox, un parteneriat între BBC și ITV plc.
Încarnarea prezentă a companiei, fondată ca o companie cotată la bursă în iulie 2011, este succesorul la acum defunctul Rainbow Media Holdings, LLC (sau alternativ Rainbow Programming Holdings), care a fost fondată în 1980 ca o subsidiară a Cablevision, și este deținută în majoritate și controlată de familia Dolan.

## Unități

### Canale de televiziune
- AMC
- BBC America
- IFC
- Sundance TV
- WE tv
- Voom HD Networks

### Servicii de streaming
- Acorn TV [5]
- Allblk
- AMC+
- BritBox (acțiuni minoritare, în parteneriat cu BBC Studios)
- HIDIVE
- IFC Films Unlimited
- Philo (în parteneriat cu A&E Networks, Paramount Global și Warner Bros. Discovery)
- Shudder
- Sundance Now
- WE tv+

### Alte active
- MiTú (investiție)
- Levity Live (acțiuni majoritare) [6]
- Shaftesbury Films (acțiuni minoritare)
- Sentai Filmworks
  - Anime Network
- AMC Networks Publishing

#### AMC Networks International
Pe 28 octombrie 2013, AMC Networks a anunțat că o să achiziționeze o majoritate din Chellomedia, un operator internațional de rețele de cablu, de la Liberty Global pentru aproximativ 1,04 USD. miliarde. Achiziția nu a inclus Chello Benelux, proprietar a Film1 și Sport 1. Pe 2 februarie 2014, tranzacția a fost finalizată. Ceea ce a fost anterior Chellomedia este acum cunoscut sub numele de AMC Networks International și a permis lui AMC Networks să-și distribuie programele în întreaga lume.

#### Parteneriat cu BBC America
Pe 23 octombrie 2014, AMC a confirmat că a cumpărat 49,9% din acțiuni în BBC America, cu BBC Studios păstrând cota rămasă din rețea.  Parteneriatul i-a oferit lui AMC, care își distribuie însuși canalul BBC World News în Statele Unite, control operațional în BBC America, care este gestionat independent de celelalte canale ale AMC.   

### Foste divizii
- Bravo care a fost achiziționat de NBC în 2002 pentru 1,25 miliarde de dolari.[14]
- Funny or Die [15]
- MuchMusic USA cu CHUM Limited ; a devenit Fuse pe 19 mai 2003; despărțit ca parte a Madison Square Garden Company în 2010; despărțit ca parte a unei desprinderi ulterioare în 2014 ca Fuse Media, LLC.[16] [17]
- News 12 Networks
- Escapade/The Playboy Channel
- SportsChannel (în parteneriat cu NBC, mai târziu Fox Sports Networks/Bally Sports)
- Wedding Central închis la 1 iulie 2011; programele s-au mutat pe WE tv, iar site-ul web redirecționează către secțiunea de nunți a WE tv.